# Lozère
La Lozère (Losera in occitano) è un dipartimento francese della regione Occitania, conosciuto un tempo come Gévaudan, che era un'antica provincia francese, governata dal vescovo di Mende ed esistita fino al periodo della Rivoluzione francese, quando la Francia venne suddivisa in dipartimenti: allora al Gèvaudan fu sottratto il cantone di Saugues, che fu annesso al dipartimento dell'Alta Loira, e gli furono aggiunte le città di Meyrueis e di Villefort, formandosi in tal modo l'attuale dipartimento di Lozère, che ne segue in grandissima parte i confini.
Esso confina con i dipartimenti del Cantal a nord-ovest, dell'Alta Loira a nord-est, dell'Ardèche a est, del Gard a sud-est e dell'Aveyron a ovest. Con 76 604 abitanti, sulla base dei dati risultanti al censimento INSEE del 1999, risulta essere il dipartimento francese meno popolato, e il meno densamente popolato fra i dipartimenti metropolitani. Le principali città, oltre al capoluogo Mende, sono Marvejols, Saint-Chély-d'Apcher e Florac-Trois-Rivières.